# Kan (inhoudsmaat)
Een kan is een vroeger gebruikte inhoudsmaat voor vloeistoffen.
Er gingen 80-112 kan in een aam. Een kan kwam daardoor overeen met 1,4 à 2 liter.
Bij de invoering van het Nederlands metriek stelsel in 1820 werd de kan gelijkgesteld aan 1 liter, en in 1869 werd de benaming afgeschaft.
De kan werd ook gebruikt als inhoudsmaat voor graan. 1 kan graan kwam overeen met 1/64 zak.